# Resolución 172 del Consejo de Seguridad de las Naciones Unidas
La La resolución 172 del Consejo de Seguridad de las Naciones Unidas fue aprobada por unanimidad el 26 de julio de 1962, tras haber examinado la petición de la República de Ruanda para poder ser miembro de las Naciones Unidas. El Consejo recomendó a la Asamblea General la aceptación de Ruanda como miembro.